# Przyborów (województwo śląskie)

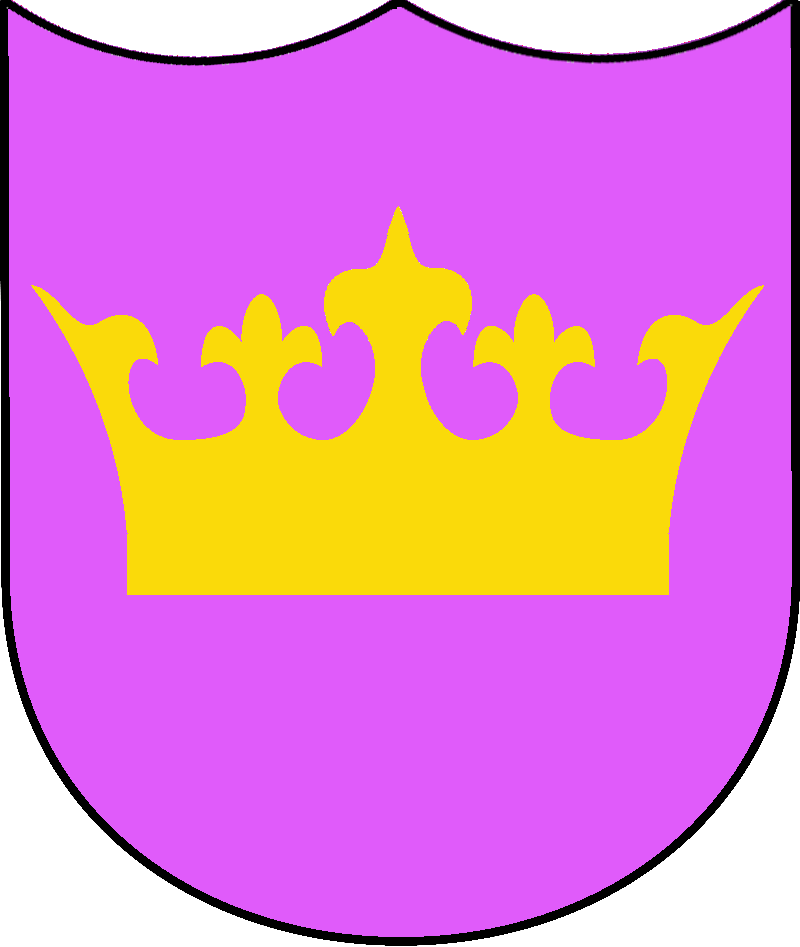
Nieoficjalny herb wsi Przyborów

Przyborów – wieś w Polsce położona w województwie śląskim, w powiecie żywieckim, w gminie Jeleśnia.
Wieś położona jest 19 km na południowy wschód od Żywca, na pograniczu Beskidu Żywieckiego i Makowskiego, nad rzeką Koszarawą (prawy dopływ Soły). Stąd wychodzą szlaki na pobliskie szczyty, takie jak Lachów Groń, Łosek, czy w kierunku Mędralowej.

## Części wsi
| SIMC    | Nazwa        | Rodzaj     |
| ------- | ------------ | ---------- |
| 0057980 | Głuchaczki   | przysiółek |
| 1003271 | Huta         | przysiółek |
| 0057997 | Kuglarzówki  | przysiółek |
| 0057945 | Łobozówka    | przysiółek |
| 0057951 | Moczarki     | przysiółek |
| 0057968 | Pod Jałowcem | przysiółek |
| 0058005 | Przyborowiec | przysiółek |
| 0057974 | Tokarnia     | przysiółek |
| 0058011 | Watówki      | przysiółek |

## Historia
Wieś została założona w XVI wieku jako osada wołoska. W 1595 roku wieś położona w powiecie śląskim województwa krakowskiego była własnością kasztelana sądeckiego Krzysztofa Komorowskiego. Najstarsza zachowana pieczęć Przyborowa z połowy XIX wieku przedstawiała koronę pięciopałkową. Zachowało się tu sporo drewnianych chałup, stodół i wolno stojących piwnic z końca XIX i I poł. XX wieku.
W czasie II wojny światowej miejscowość była częścią linii obrony Krzyżowa-Przyborów.
Lokalna parafia była erygowana w 1983 roku. Kościół parafialny pw. Świętej Jadwigi Królowej konsekrowany był w roku 1991. W pobliskim przysiółku Jabłonów należącym do parafii znajduje się kościółek z cudownym źródełkiem, które podobno leczy różne schorzenia. W miejscu tym 1 V 1978 r. był również Karol Wojtyła, późniejszy papież Jan Paweł II.
W latach 1975–1998 miejscowość położona była w województwie bielskim. Od 2001 roku jest częścią gminy Jeleśnia, wcześniej w gminie Koszarawa.

## Atrakcje turystyczne
- Kaplica z 1946 roku ze źródłem.
- Szlaki turystyczne na Lasek i na Babią Górę.
- W Przyborowie znajdują się dwa z pięciu polskich fortów obronnych z kampanii wrześniowej (fort Rydz Śmigły, fort Bernard). Pozostałe trzy: fort Boruta, fort Kustroń oraz fort Szyling znajdują się w Krzyżowej. Miały one zablokować kotliny górskie od strony Słowacji przed atakiem wojsk niemieckich.

## Piesze szlaki turystyczne
Sopotnia Wielka – Łabysówka – Korbielów – Wierch Jabłonki – Przyborów – Łosek – Chatka Studencka ”Lasek” – Koszarawa – Lachów Groń – Jałowiec – przełęcz Opaczne – Kiczora – przełęcz Przysłop